# DFB-Pokal 1975/76
DFB-Pokalsieger 1976 wurde der Hamburger SV. Dieser Titel war der Anfang mehrerer Erfolge der Hamburger in den nächsten Jahren. Ein Jahr später gewannen die Hamburger den Europapokal der Pokalsieger, zu dem sie sich durch diesen DFB-Pokal-Sieg qualifizierten. Überraschend war vor allen Dingen der 1:0-Sieg in München im Halbfinal-Wiederholungsspiel. Ab 1978/79 dominierte die Mannschaft neben dem FC Bayern auch die Bundesliga. Titelverteidiger Eintracht Frankfurt schied im Achtelfinale gegen Hertha BSC aus.

## Teilnehmende Mannschaften
Für die 1. Hauptrunde waren folgende 128 Mannschaften qualifiziert:
| Bundesliga | 2. Bundesliga | Amateure Nord Berlin Westfalen Nordrhein | Amateure Hessen Südwest Baden-Württemberg Bayern |
| --- | --- | --- | --- |
| Borussia Mönchengladbach Hertha BSC Eintracht Frankfurt (TV) Hamburger SV 1. FC Köln Fortuna Düsseldorf FC Schalke 04 Kickers Offenbach Eintracht Braunschweig FC Bayern München VfL Bochum Rot-Weiss Essen 1. FC Kaiserslautern MSV Duisburg Werder Bremen Hannover 96 Karlsruher SC Bayer Uerdingen | - Nord: Tennis Borussia Berlin Wuppertaler SV FC St. Pauli Arminia Bielefeld SC Fortuna Köln Borussia Dortmund SG Wattenscheid 09 VfL Osnabrück Preußen Münster 1. SC Göttingen 05 1. FC Mülheim-Styrum Schwarz-Weiß Essen Wacker 04 Berlin DJK Gütersloh Alemannia Aachen SpVgg Erkenschwick Bayer 04 Leverkusen SG Union Solingen Westfalia Herne Spandauer SV - Süd: VfB Stuttgart FK Pirmasens 1. FC Schweinfurt 05 FC Bayern Hof TSV 1860 München 1. FC Nürnberg 1. FC Saarbrücken SV Waldhof Mannheim SpVgg Bayreuth SV Darmstadt 98 1. FSV Mainz 05 FC Augsburg SV Röchling Völklingen FC 08 Homburg SpVgg Fürth Stuttgarter Kickers FSV Frankfurt | - Nord: TSR Olympia Wilhelmshaven VfL Wolfsburg HSV Barmbek-Uhlenhorst VfB Oldenburg SC Victoria Hamburg Itzehoer SV Blumenthaler SV Holstein Kiel SV Union Salzgitter TSV Kücknitz Cuxhavener SV ESV Frisia Husum ASV Bergedorf 85 SC Condor Hamburg SV St. Georg von 1895 TS Woltmershausen OT Bremen SGO Bremen Sportfreunde Salzgitter TSV Abbehausen - Berlin: Hertha Zehlendorf Rapide Wedding SC Siemensstadt - Westfalen: SC Herford Bünder SV Sportfreunde Siegen Rot-Weiß Lüdenscheid - Nordrhein: Rot-Weiß Oberhausen Schwarz-Weiß Essen (A) Sterkrade 06/07 SC Jülich SC Viktoria Köln 1. FC Köln (A) TuS Xanten | - Hessen: VfR OLI Bürstadt KSV Hessen Kassel SG 01 Hoechst FSV Cappel - Südwest: Borussia Neunkirchen Wormatia Worms TuS Mayen Spvgg Andernach ASV Gummi-Mayer Landau FK Clausen Hassia Bingen SV Weiskirchen SV Auersmacher SC Friedrichsthal VfL Neuwied ASV Idar-Oberstein VfL Trier SpVgg Eintracht Höhr-Grenzhausen Rot-Weiß Hasborn-Dautweiler - Baden-Württemberg: VfR Heilbronn VfR Mannheim VfB Eppingen FV 09 Weinheim Offenburger FV SC Freiburg Freiburger FC SpVgg 07 Ludwigsburg Sportfreunde Schwäbisch Hall VfB Stuttgart (A) VfR Pforzheim SpVgg Lindau Spvgg Freudenstadt VfB Gaggenau SV Spielberg - Bayern: FC Wacker München ATS Kulmbach 1861 1. FC Herzogenaurach TSG Thannhausen MTV Fürth |

## 1. Hauptrunde
| Datum               |                                  | Ergebnis  |                           |
| ------------------- | -------------------------------- | --------- | ------------------------- |
| Fr 01.08. 19:30 Uhr | Wuppertaler SV                   | 3:0       | Schwarz-Weiß Essen (A)    |
| Fr 01.08. 19:30 Uhr | Hamburger SV                     | 14:0 1    | 1. FC Köln (A)            |
| Fr 01.08. 20:00 Uhr | Eintracht Frankfurt              | 6:0       | SC Viktoria Köln          |
| Fr 01.08. 20:00 Uhr | 1. FC Köln                       | 2:0       | TSR Olympia Wilhelmshaven |
| Fr 01.08. 20:00 Uhr | TSV 1860 München                 | 2:1       | 1. SC Göttingen 05        |
| Sa 02.08. 15:00 Uhr | Rapide Wedding                   | 2:9       | VfB Stuttgart             |
| Sa 02.08. 15:00 Uhr | SGO Bremen                       | 5:1       | 1. FC Herzogenaurach      |
| Sa 02.08. 15:30 Uhr | FC Bayern München                | 3:1       | 1. FC Saarbrücken         |
| Sa 02.08. 15:30 Uhr | 1. FC Nürnberg                   | 2:1       | Rot-Weiss Essen           |
| Sa 02.08. 15:30 Uhr | VfB Oldenburg                    | 0:6       | FC Schalke 04             |
| Sa 02.08. 15:30 Uhr | 1. FC Kaiserslautern             | 2:0       | VfR Mannheim              |
| Sa 02.08. 15:30 Uhr | FC St. Pauli                     | 1:1 n. V. | FK Pirmasens              |
| Sa 02.08. 15:30 Uhr | Tennis Borussia Berlin           | 2:0       | 1. FC Schweinfurt 05      |
| Sa 02.08. 15:30 Uhr | Stuttgarter Kickers              | 1:1 n. V. | Holstein Kiel             |
| Sa 02.08. 15:30 Uhr | SC Jülich                        | 3:0       | Wacker 04 Berlin          |
| Sa 02.08. 15:30 Uhr | SV Chio Waldhof                  | 12:1 1    | Cuxhavener SV             |
| Sa 02.08. 15:30 Uhr | SC Fortuna Köln                  | 6:1       | ASV Bergedorf 85          |
| Sa 02.08. 15:30 Uhr | SV Darmstadt 98                  | 4:1       | VfB Eppingen              |
| Sa 02.08. 15:30 Uhr | Sportfreunde Siegen              | 4:2       | ATS Kulmbach 1861         |
| Sa 02.08. 15:30 Uhr | VfR Heilbronn                    | 3:2 n. V. | Rot-Weiß Lüdenscheid      |
| Sa 02.08. 16:00 Uhr | ASV Gummi-Mayer Landau           | 1:7       | Hannover 96               |
| Sa 02.08. 16:00 Uhr | Karlsruher SC                    | 4:2       | SpVgg Bayreuth            |
| Sa 02.08. 16:00 Uhr | SV Röchling Völklingen           | 15:1 1    | FC Wacker München         |
| Sa 02.08. 16:00 Uhr | SG Wattenscheid 09               | 14:0 1    | SC Condor Hamburg         |
| Sa 02.08. 16:00 Uhr | VfL Trier                        | 3:6 n. V. | TSV Kücknitz              |
| Sa 02.08. 16:00 Uhr | SpVgg Eintracht Höhr-Grenzhausen | 4:3       | SV Spielberg              |
| Sa 02.08. 16:00 Uhr | SC Freiburg                      | 2:1       | SC Victoria Hamburg       |
| Sa 02.08. 16:00 Uhr | TuS Xanten                       | 10:2 1    | TS Woltmershausen         |
| Sa 02.08. 16:00 Uhr | TSG Thannhausen                  | 0:6       | Bayer 04 Leverkusen       |
| Sa 02.08. 16:30 Uhr | ASV Idar-Oberstein               | 3:2       | SG 01 Hoechst             |
| Sa 02.08. 16:30 Uhr | Sportfreunde Schwäbisch Hall     | 5:1       | TuS Mayen                 |
| Sa 02.08. 17:00 Uhr | SpVgg 07 Ludwigsburg             | 0:6       | Borussia Dortmund         |
| Sa 02.08. 17:00 Uhr | Spvgg Andernach                  | 0:2       | DJK Gütersloh             |
| Sa 02.08. 17:00 Uhr | VfR OLI Bürstadt                 | 1:2       | FC Bayern Hof             |
| Sa 02.08. 17:00 Uhr | FK Clausen                       | 0:2       | Wormatia Worms            |
| Sa 02.08. 17:00 Uhr | Rot-Weiß Hasborn-Dautweiler      | 3:1       | VfL Neuwied               |
| Sa 02.08. 17:00 Uhr | SV Auersmacher                   | 6:0       | VfB Gaggenau              |
| Sa 02.08. 17:00 Uhr | SpVgg Lindau                     | 3:0       | Itzehoer SV               |
| Sa 02.08. 17:00 Uhr | Westfalia Herne                  | 13:1 1    | Freiburger FC             |
| Sa 02.08. 17:00 Uhr | Hassia Bingen                    | 7:0       | ESV Frisia Husum          |
| Sa 02.08. 17:00 Uhr | Sportfreunde Salzgitter          | 0:1       | SV Weiskirchen            |
| Sa 02.08. 17:00 Uhr | Offenburger FV                   | 2:0       | FSV Cappel                |
| Sa 02.08. 17:30 Uhr | FV 09 Weinheim                   | 11:7 1    | Hertha BSC                |
| Sa 02.08. 17:30 Uhr | Borussia Neunkirchen             | 2:0       | Kickers Offenbach         |
| Sa 02.08. 18:00 Uhr | Werder Bremen                    | 0:3       | Borussia Mönchengladbach  |
| Sa 02.08. 18:00 Uhr | Arminia Bielefeld                | 14:0 1    | SV St. Georg von 1895     |
| Sa 02.08. 19:30 Uhr | FC Augsburg                      | 0:1       | Fortuna Düsseldorf        |
| So 03.08. 10:40 Uhr | Hertha Zehlendorf                | 0:1 n. V. | Blumenthaler SV           |
| So 03.08. 11:00 Uhr | VfB Stuttgart (A)                | 1:3       | HSV Barmbek-Uhlenhorst    |
| So 03.08. 15:00 Uhr | SpVgg Erkenschwick               | 2:3       | VfL Bochum                |
| So 03.08. 15:00 Uhr | Schwarz-Weiß Essen               | 2:1 n. V. | Bayer Uerdingen           |
| So 03.08. 15:00 Uhr | MTV Fürth                        | 02:10     | MSV Duisburg              |
| So 03.08. 15:00 Uhr | FC 08 Homburg                    | 4:0       | SG Union Solingen         |
| So 03.08. 15:00 Uhr | VfL Osnabrück                    | 3:2       | VfL Wolfsburg             |
| So 03.08. 15:00 Uhr | FSV Frankfurt                    | 1:1 n. V. | SpVgg Fürth               |
| So 03.08. 15:00 Uhr | Spandauer SV                     | 2:1       | Rot-Weiß Oberhausen       |
| So 03.08. 15:00 Uhr | 1. FSV Mainz 05                  | 17:2 1    | OT Bremen                 |
| So 03.08. 15:00 Uhr | 1. FC Mülheim-Styrum             | 4:2       | Sterkrade 06/07           |
| So 03.08. 15:00 Uhr | Preußen Münster                  | 17:1 1    | SC Siemensstadt           |
| So 03.08. 15:00 Uhr | SC Herford                       | 3:1       | SC Friedrichsthal         |
| So 03.08. 15:00 Uhr | Bünder SV                        | 2:2 n. V. | VfR Pforzheim             |
| So 03.08. 15:30 Uhr | SV Union Salzgitter              | 5:0       | TSV Abbehausen            |
| So 03.08. 16:00 Uhr | Spvgg Freudenstadt               | 0:7       | Eintracht Braunschweig    |
| Mi 06.08. 18:00 Uhr | KSV Hessen Kassel                | 1:0       | Alemannia Aachen          |

### Wiederholungsspiele
| Datum     |               | Ergebnis |                     |
| --------- | ------------- | -------- | ------------------- |
| Mi 13.08. | FK Pirmasens  | 5:2      | FC St. Pauli        |
| Mi 13.08. | SpVgg Fürth   | 1:0      | FSV Frankfurt       |
| Mi 13.08. | Holstein Kiel | 1:2      | Stuttgarter Kickers |
| Mi 13.08. | VfR Pforzheim | 1:2      | Bünder SV           |

## 2. Hauptrunde
| Datum     |                              | Ergebnis  |                                  |
| --------- | ---------------------------- | --------- | -------------------------------- |
| Di 14.10. | Preußen Münster              | 1:0       | Wuppertaler SV                   |
| Fr 17.10. | Bayer 04 Leverkusen          | 0:2       | VfL Bochum                       |
| Fr 17.10. | 1. FC Köln                   | 8:2       | SC Freiburg                      |
| Sa 18.10. | MSV Duisburg                 | 4:0       | Karlsruher SC                    |
| Sa 18.10. | FC Schalke 04                | 2:1       | Borussia Dortmund                |
| Sa 18.10. | Hannover 96                  | 1:2       | FC 08 Homburg                    |
| Sa 18.10. | Hertha BSC                   | 4:2       | VfB Stuttgart                    |
| Sa 18.10. | Borussia Mönchengladbach     | 3:0       | Rot-Weiß Hasborn-Dautweiler      |
| Sa 18.10. | Hamburger SV                 | 4:0       | SV Union Salzgitter              |
| Sa 18.10. | Bünder SV                    | 10:3 1    | FC Bayern München                |
| Sa 18.10. | Wormatia Worms               | 0:3       | Eintracht Braunschweig           |
| Sa 18.10. | Offenburger FV               | 1:5       | Eintracht Frankfurt              |
| Sa 18.10. | KSV Hessen Kassel            | 2:3       | Fortuna Düsseldorf               |
| Sa 18.10. | 1. FC Nürnberg               | 1:0 n. V. | SC Fortuna Köln                  |
| Sa 18.10. | SV Chio Waldhof              | 4:1       | TSV 1860 München                 |
| Sa 18.10. | 1. FSV Mainz 05              | 1:2       | SV Röchling Völklingen           |
| Sa 18.10. | FK Pirmasens                 | 7:1       | Spandauer SV                     |
| Sa 18.10. | 1. FC Mülheim-Styrum         | 1:3 n. V. | FC Bayern Hof                    |
| Sa 18.10. | Arminia Bielefeld            | 5:1       | SpVgg Eintracht Höhr-Grenzhausen |
| Sa 18.10. | Schwarz-Weiß Essen           | 3:0       | SGO Bremen                       |
| Sa 18.10. | SV Darmstadt 98              | 4:0       | VfR Heilbronn                    |
| Sa 18.10. | Sportfreunde Schwäbisch Hall | 0:5       | Stuttgarter Kickers              |
| Sa 18.10. | TSV Kücknitz                 | 0:1       | DJK Gütersloh                    |
| Sa 18.10. | Sportfreunde Siegen          | 1:2       | Tennis Borussia Berlin           |
| Sa 18.10. | SV Weiskirchen               | 3:1       | SV Auersmacher                   |
| Sa 18.10. | SC Jülich                    | 5:1       | SpVgg Lindau                     |
| Sa 18.10. | HSV Barmbek-Uhlenhorst       | 2:3 n. V. | Hassia Bingen                    |
| So 19.10. | Blumenthaler SV              | 1:5       | 1. FC Kaiserslautern             |
| So 19.10. | VfL Osnabrück                | 3:2       | Borussia Neunkirchen             |
| So 19.10. | SpVgg Fürth                  | 7:1       | TS Woltmershausen                |
| So 19.10. | SG Wattenscheid 09           | 4:0       | SC Herford                       |
| So 19.10. | Westfalia Herne              | 4:0       | ASV Idar-Oberstein               |

## 3. Hauptrunde
| Datum     |                        | Ergebnis  |                          |
| --------- | ---------------------- | --------- | ------------------------ |
| Fr 12.12. | MSV Duisburg           | 0:1       | Borussia Mönchengladbach |
| Fr 12.12. | Arminia Bielefeld      | 3:2       | DJK Gütersloh            |
| Fr 12.12. | Preußen Münster        | 2:2 n. V. | Schwarz-Weiß Essen       |
| Sa 13.12. | FC Schalke 04          | 1:2       | Eintracht Braunschweig   |
| Sa 13.12. | Fortuna Düsseldorf     | 4:4 n. V. | VfL Bochum               |
| Sa 13.12. | 1. FC Köln             | 3:1       | SpVgg Fürth              |
| Sa 13.12. | FC Bayern München      | 3:0       | Tennis Borussia Berlin   |
| Sa 13.12. | Stuttgarter Kickers    | 1:3       | Hertha BSC               |
| Sa 13.12. | Eintracht Frankfurt    | 3:0       | VfL Osnabrück            |
| Sa 13.12. | Hamburger SV           | 4:0       | SC Jülich                |
| Sa 13.12. | SV Darmstadt 98        | 3:1 n. V. | 1. FC Nürnberg           |
| Sa 13.12. | FC 08 Homburg          | 1:0       | SV Chio Waldhof          |
| Sa 13.12. | SV Weiskirchen         | 0:1       | FK Pirmasens             |
| Sa 13.12. | SV Röchling Völklingen | 4:1       | Hassia Bingen            |
| So 14.12. | Westfalia Herne        | 1:3       | 1. FC Kaiserslautern     |
| So 14.12. | SG Wattenscheid 09     | 2:3       | FC Bayern Hof            |

### Wiederholungsspiele
| Datum     |                    | Ergebnis  |                    |
| --------- | ------------------ | --------- | ------------------ |
| Mi 17.12. | VfL Bochum         | 1:3 n. V. | Fortuna Düsseldorf |
| Sa 10.01. | Schwarz-Weiß Essen | 3:2       | Preußen Münster    |

## Achtelfinale
| Datum      |                        | Ergebnis  |                          |
| ---------- | ---------------------- | --------- | ------------------------ |
| Sa, 31.01. | FC Bayern Hof          | 0:2       | Hamburger SV             |
| Sa, 31.01. | Schwarz-Weiß Essen     | 1:1 n. V. | 1. FC Köln               |
| Sa, 31.01. | FC 08 Homburg          | 3:0       | SV Darmstadt 98          |
| Sa, 31.01. | 1. FC Kaiserslautern   | 2:0       | Eintracht Braunschweig   |
| Sa, 31.01. | Fortuna Düsseldorf     | 3:2       | Borussia Mönchengladbach |
| Sa, 31.01. | Hertha BSC             | 1:0 n. V. | Eintracht Frankfurt      |
| Sa, 31.01. | FK Pirmasens           | 0:2       | FC Bayern München        |
| Mi, 11.02. | SV Röchling Völklingen | 1:0       | Arminia Bielefeld        |

### Wiederholungsspiel
| Datum      |            | Ergebnis  |                    |
| ---------- | ---------- | --------- | ------------------ |
| Mi, 11.02. | 1. FC Köln | 1:0 n. V. | Schwarz-Weiß Essen |

## Viertelfinale
| Datum      |                      | Ergebnis  |                        |
| ---------- | -------------------- | --------- | ---------------------- |
| Sa, 03.04. | 1. FC Köln           | 2:5       | FC Bayern München      |
| Sa, 03.04. | 1. FC Kaiserslautern | 3:0       | Fortuna Düsseldorf     |
| Sa, 03.04. | FC 08 Homburg / Saar | 1:2       | Hamburger SV           |
| Sa, 03.04. | Hertha BSC           | 1:1 n. V. | SV Röchling Völklingen |

### Wiederholungsspiel
| Datum      |                        | Ergebnis |            |
| ---------- | ---------------------- | -------- | ---------- |
| Di, 27.04. | SV Röchling Völklingen | 1:2      | Hertha BSC |

## Halbfinale
| Datum                 |                      | Ergebnis  |                   |
| --------------------- | -------------------- | --------- | ----------------- |
| Di, 04.05., 19:30 Uhr | Hamburger SV         | 2:2 n. V. | FC Bayern München |
| Di, 04.05., 20:00 Uhr | 1. FC Kaiserslautern | 4:2       | Hertha BSC        |

### Wiederholungsspiel
| Datum      |                   | Ergebnis |              |
| ---------- | ----------------- | -------- | ------------ |
| Di, 01.06. | FC Bayern München | 0:1      | Hamburger SV |

## Finale
| Paarung              | Hamburger SV – 1. FC Kaiserslautern |
| Ergebnis             | 2:0 (2:0) |
| Datum                | Samstag, 26. Juni 1976 um 16:00 Uhr |
| Stadion              | Waldstadion, Frankfurt |
| Zuschauer            | 61.000 |
| Schiedsrichter       | Walter Eschweiler (Euskirchen) |
| Tore                 | 1:0 Peter Nogly (22.) 2:0 Ole Bjørnmose (37.) |
| Hamburger SV         | Rudi Kargus – Horst Blankenburg – Manfred Kaltz, Peter Nogly , Peter Hidien – Klaus Zaczyk (62. Hans-Jürgen Sperlich), Caspar Memering, Kurt Eigl – Willi Reimann, Ole Bjørnmose, Georg Volkert Cheftrainer: Kuno Klötzer                             |
| 1. FC Kaiserslautern | Ronnie Hellström – Werner Melzer – Hans-Günther Kroth, Ernst Diehl , Walter Frosch – Reinhard Meier, Klaus Scheer, Heinz Stickel (66. Peter Schwarz), Johannes Riedl – Josef Pirrung (62. Heinz Wilhelmi), Roland Sandberg Cheftrainer: Erich Ribbeck |
| Gelbe Karten         | Willi Reimann – keine |